# 松城ゆきの
松城 ゆきの（まつき ゆきの、Matsuki Yukino、10月1日 - ）は、日本の歌手、女優。東京学芸大学附属小金井中学校卒業、桐朋学園芸術短期大学卒業。身長158cm。血液型A型。母はアクセサリーブランド工房莉珠主宰の新谷頼子。

## 来歴・人物
- 1997年ミュージカル「Annie」でデビュー。桐朋学園芸術短期大学で声楽を専攻、在学中に東宝ミュージカルアカデミー1期生としてミュージカルを学ぶ。以後様々なミュージカルでヒロイン役等を務め活躍。
- 2013年からシャンソンを歌い始める。
- 2015年にJCCコンクール優秀賞、日本アマチュアシャンソンコンクール奨励賞受賞。日々シャンソニエやライブハウスで歌う傍、ガイドボーカルや子供向けの童謡等のレコーディングも行っている。清楚な佇まいに違わぬ透明感のある歌声に定評がある。

## 出演

### コンサート・LIVE
- 2008年 - オペラシティ 『ロビーランチコンサート』
- 2008年 - 近江楽堂 『一緒に唄いましょうランチコンサート』
- 2009年 - 近江楽堂 『堀井義則コンサート賛助出演』
- 2015年 - 博品館劇場 『天使のコンチェルト3周年記念コンサート』
- 2016年 - 内幸町ホール 『シャンソンの夏 vol.4』
- 2016年 - 南青山マンダラ 『バースデーLIVE』
- 2017年 - 内幸町ホール 1stソロコンサート 『Ma chambre』
- 2017年 - 内幸町ホール 『シャンソンの夏 vol.5』
- 2017年 - 天王州銀河劇場 舞台『刀剣乱舞」劇中歌
- 2017年 - 六本木クラップス 『バースデーLIVE』
- 2017年 - 内幸町ホール 『je te veux vol.14』
- 2018年 - 内幸町ホール 2ndsソロコンサート『J'en reve encore〜夢の続き〜』
- 2019年 - T'SUKI Sur La Mer 1st Dinner Show『月に願いを』
- 2019年 - 内幸町ホール 3rdソロコンサート『Cristaux de neige 〜雪の結晶〜』
- 2020年 - 渋谷セルリアンタワー東急ホテル JZBrat 『Le Premier Pas（ル・プルミエ・パ）1stCDリリース　限定プレ記念ライブ』

### 舞台
- 1997年 - 青山劇場　ミュージカル 『Annie』 アイリーン役
- 1998年 - 五反田ゆうぽうと　ミュージカル 『スウィッチ』
- 2007年 - 池袋芸術劇場　舞台 『レ・ミゼラブル』 東宝ミュージカルアカデミー 1期生卒業公演
- 2009年 - 帝国劇場 『放浪記』 2000回記念公演
- 2010年 - シアタークリエ 『sing for the future dance for the future』
- 2010年 - サンフォニックスホール ミュージカル 『the KID brothers』
- 2010年 - 『哀しみのキッチン』ヒロイン直子役
- 2013年 - 帝国劇場 『ジャニーズワールド』
- 2014年 - 横浜本多劇場 ミュージカル 『the KID brothers』

### TV
- 1997年 - TBS 『tokikin 急行』
- 2007年 - NHKドラマ 『すみれの花咲く頃』
- 2015年10月24日放送 - TBS 『sing!sing!sing! 3rd Season 他推部門』

### 雑誌
- 1997年 - 『Kid's de-view』 97年春号